# 蛋白质组
蛋白質組（也称蛋白質組，proteome），是在特定時間内一个由基因組、細胞、組織、或生物體表達的整套蛋白質。 它是在給定時間，在給定條件下在給定類型的細胞或生物中表達的蛋白質的集合。 研究蛋白質組的学科就是蛋白質組學。

## 系統
該術語已應用於幾種不同類型的生物系統。
細胞蛋白質組是在特定環境條件下（例如暴露於激素刺激下）在特定細胞類型中發現的蛋白質的集合。
考慮生物體的完整蛋白質組也很有用，可以將其概念化為來自所有各種細胞蛋白質組的蛋白質的完整集合。 這非常近似於基因組的蛋白質等效物。
術語“蛋白質組”也已用於表示某些亞細胞生物系統中蛋白質的收集。 例如，病毒中的所有蛋白質都可以稱為病毒蛋白質組。 線粒體中的所有蛋白質組成了線粒體蛋白質組，從而產生了自己的研究領域。

## 历史
该词最早由马克·威尔金斯（Marc Wilkins）和基思·威廉姆斯（Keith Williams）于1994年在意大利锡耶纳举行的“二维电泳：从蛋白质图谱到基因组”研讨会提出，并于1995年7月在期刊《电泳》（Electrophoresis）上发表。威尔金斯（Wilkins）使用该术语来描述由一个基因组，细胞，组织，或生物体表达的蛋白质的全体。

## 在癌症中的重要性

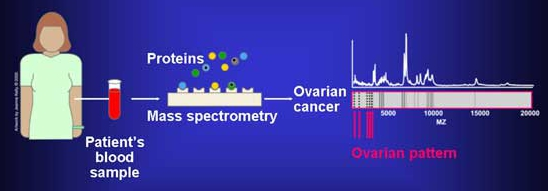
蛋白质组可用于确定不同类型癌症的存在。

可以使用蛋白质组来比较分析不同的癌细胞系。 蛋白质组研究已被用于鉴定膀胱癌细胞株KK47和YTS1中转移的可能性，并发现其含有36种未调控的蛋白质和74种下调的蛋白质。 蛋白质表达的差异可以帮助鉴定新的癌症信号传导机制。
已经通过基于质谱法的蛋白质组分析发现了癌症的生物标志物(Biomarker)。 蛋白质组学的使用或蛋白质组的研究是个性化医学(personalized medicine)的一大进步，可以根据患者特定的蛋白质组学和基因组特征定制药物混合物。

## 大小和內容
蛋白質组的体量大於基因组，这种差距在真核生物中表现得更为明显。因为很多mRNA在转录完成以后，会经历RNA剪接（RNA splicing）的阶段。同一条mRNA经由不同的方式的剪接，会形成不同的成熟RNA产物（即剪切变体，splice variant）。此外，大部分蛋白质在翻译阶段结束後，会经历翻译后修饰（蛋白質特定残基被修饰，如磷酸化、糖基化等）。例如，截至2014年，在人類蛋白質組中共发现92179种蛋白質，其中71173個是剪接變體。另一方面，並不是所有的基因最终都会生成蛋白質，許多已知的基因編碼的最終產物是RNA。此外，完整的蛋白質組大小取決於生物所处的界。 例如，2016年发布的一项研究显示，真核生物，細菌，古菌，和病毒平均在其基因組中分別編碼有15145、3200、2358和42種蛋白質。
血漿蛋白質組數據庫（Plasma Proteome database） （页面存档备份，存于）包含有關10,500种血漿蛋白質的信息。 由於血漿中蛋白質含量的範圍非常大，因此與含量豐富的蛋白質相比，很難檢測到往往含量稀缺的蛋白質。 有一個分析極限，可能是檢測超低濃度蛋白質的障礙。
當前，有一個名為“人類蛋白質組圖(Human Proteome Map) （页面存档备份，存于）”的項目。 與人類基因組計劃非常相似，人類蛋白質組圖試圖將所有蛋白質測序數據發佈到一個數據庫中。 目前，該數據庫具有由17,000多種人類基因編碼的蛋白質。 該數據庫包含來自不同胎兒和成人組織以及不同類型造血細胞的蛋白質組學分析。 此外，數據庫neXtprot和UniProt （页面存档备份，存于）包含人類蛋白質組數據和分析特定特徵的方法。

## 蛋白質組研究方法
分析蛋白質比分析核酸序列更加困難。 雖然只有4個核苷酸組成DNA，但至少有20個不同的氨基酸可以組成蛋白質。 另外，目前還沒有已知的高通量技術來複製單個蛋白質。 研究蛋白質，蛋白質組，或整個蛋白質組的方法很多。 實際上，蛋白質經常被間接地研究，例如，使用計算方法和基因組分析蛋白質。 以下僅舉幾個例子。

### 分離技術和電泳

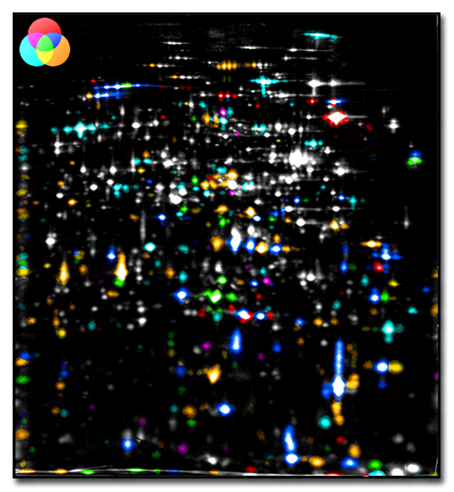
該圖像顯示了帶有顏色編碼蛋白質的二維凝膠。 這是一種基於蛋白質的質量和等電點可視化蛋白質的方法。

和蛋白質组有關的研究，稱作蛋白質組學，最常用在從粹取物中分離蛋白質的方法是二維電泳（2-D Electrophoresis），二維電泳的第一維過程中，蛋白質依其等電點的不同被分離開來，第二維的過程是用十二烷基硫酸鈉聚丙烯酰胺凝膠電泳(SDS-PAGE)將蛋白質依分子量的不同加以分離，電泳結束後可將膠片以銀染或考马斯亮蓝染色法的方式染色，讓蛋白質顯現出來。凝膠上的斑點是已經遷移到特定位置的蛋白質。

### 質譜法

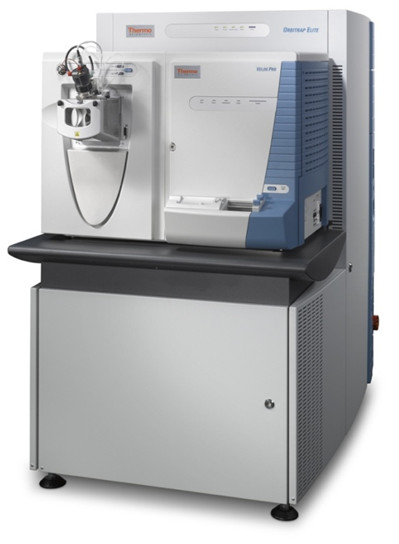
蛋白质组學常用的 Orbitrap 質譜儀

质谱法是研究蛋白質組的關鍵方法之一。 一些重要的質譜方法包括LTQ軌道阱質譜，MALDI（基質輔助激光解吸/電離）和ESI（電噴霧電離）。

### 色譜法
液相色譜法是蛋白質組研究中的重要工具。它可以根據它們對基質的親和力非常敏感地分離不同種類的蛋白質。

### 墨點法
西方墨點法可以被使用來定量某些蛋白質的豐度。 通過使用對目標蛋白質具有特異性的抗體，可以從蛋白質混合物中探測特定蛋白質的存在。

## 蛋白质数据库
人类蛋白质图谱(Human Protein Atlas) （页面存档备份，存于）)包含有关细胞、组织和器官中人类蛋白质的信息。 知识资源中的所有数据都是开放获取的，允许学术界和工业界的科学家自由获取数据以探索人类蛋白质组。 ELIXIR （页面存档备份，存于）组织选择蛋白质图谱作为核心资源，因为它对于更广泛的生命科学界至关重要。
血浆蛋白质组数据库(Plasma Proteome database) （页面存档备份，存于）包含 10,500 种血浆蛋白质的信息。 由于血浆中蛋白质含量的范围非常大，因此很难检测到与丰富的蛋白质相比往往稀缺的蛋白质。 这是一个分析极限，可能会成为检测超低浓度蛋白质的障碍。
neXtprot和 UniProt （页面存档备份，存于）等数据库是人类蛋白质组数据的核心资源。

## 外部鏈接
- （英文）PIR database
- （英文）UniProt database （页面存档备份，存于）
- （英文）Pfam database，存档于美國國會圖書館（存檔日期 2011-05-06）